# IIFA Award/Bester Schnitt
Die Gewinner des IIFA Best Editing Award waren:
| Jahr | Gewinner          | Film                              | Deutscher Titel                                    |
| ---- | ----------------- | --------------------------------- | -------------------------------------------------- |
| 2000 | V. N. Mayekar     | Vaastav                           | —                                                  |
| 2001 | Sanjay Verma      | Kaho Naa... Pyaar Hai             | Kaho Naa ... Pyaar Hai – Liebe aus heiterem Himmel |
| 2002 | Ballu Saluja      | Lagaan: Once Upon a Time in India | Lagaan – Es war einmal in Indien                   |
| 2003 | Chandan Arora     | Company                           | Company – Das Gesetz der Macht                     |
| 2004 | Rajkumar Hirani   | Munnabhai M.B.B.S.                | —                                                  |
| 2005 | Hussain Burmawala | Aitraaz                           | —                                                  |
| 2006 | Bela Segal        | Black                             | Black                                              |
| 2007 | P. S. Bharathi    | Rang De Basanti                   | Rang De Basanti – Die Farbe Safran                 |